# Nototriche agyna
Nototriche agyna är en malvaväxtart som beskrevs av Antonio Krapovickas. Nototriche agyna ingår i släktet Nototriche och familjen malvaväxter. Inga underarter finns listade i Catalogue of Life.